# 休斯敦得州人
休斯敦得州人队（英語：Houston Texans）是一支职业美式橄榄球队，总部设在美国得克萨斯州的休斯敦。得州人队是美国全国橄榄球联盟美国橄榄球联合会（AFC）南区的成员，在NRG体育场进行主场比赛。
德克薩斯人於2002年加入NFL，成為擴充球隊。該城市之前的球隊為休士頓油人，球隊1997年遷移到田納西州的納什維爾，並於1999年改名為田纳西泰坦。
在2018年時，球隊市值為28億美元，在世界前50名球隊中並列排在第19名，同時在NFL排名第8名。

## 歷史

### 德克薩斯人的誕生
1995年，克里夫蘭布朗遷移新的城市，並改名為巴爾的摩烏鴉以及1999年再次成立的克里夫蘭布朗。NFL有意將聯盟的球隊擴展成32隊。
原來NFL希望新的球隊的城市就在洛杉磯，是全美國第二大的媒體市場，該城市因為球隊搬遷失去了兩支NFL球隊（公羊和突襲者，後來公羊於2016年球季前開打再次遷回，更名為洛杉磯公羊，而聖迭戈閃電也於2017年球季開打前也遷移至洛杉磯，更名為洛杉磯閃電）。因此NFL希望建立以洛杉磯為根據地的球隊，但是看來洛杉磯對新的NFL球隊不感興趣。沒有實際的工程建設新球場（在洛杉磯紀念球場和玫瑰碗球場已經老化。）
在這個情況下，休斯頓在失去了休斯頓油人，城市希望以積極的態度取得新的NFL球隊，試圖宣傳自己（休斯頓在美國是第四大城市以及第十大的媒體市場），地區政府支持新的美式足球球隊，事實上他們不在希望出現失去球隊的情況，前球隊油人因為球場老化的關係，移往新的城市，城市建立了新的球場，名為Reliant體育場。由於休斯頓的進取與付出，再加上洛杉磯的冷淡對待，德克薩斯人就此誕生。

## 隊徽和球衣

球隊會徽 (2002年起)

球隊的頭盔是鋼鐵藍 "，會徽為藍色、紅色和白色與德克薩斯州州旗顏色相同,。球衣設計為"戰鬥"紅以及深藍色及"白由"白色的球衣。球隊會穿著白色褲當他們穿上藍色球衣，穿上藍色褲會穿上白色球衣以及全白色的組合。 在2003年球季，德克薩斯人以紅色球衣的組合，當他們穿起該球衣，取得3勝2負的成績。 在2006年平安夜，球隊穿起藍衣藍褲，並以歷史性第一次擊敗印城小馬 。
與很多位於亞熱帶氣候的NFL球隊，德克薩斯人季初在一般情況下穿上白衣球衣，尤其當對手穿起深色球衣的時候。球隊仍會穿著白色球衣在有可收縮圓頂的NRG體育場參加比賽。

## 歷年戰績
| 赛季                | 胜  | 负  | 平 | 常规赛季     | 季后赛                                                                       |
| ------------------- | --- | --- | -- | ------------ | ---------------------------------------------------------------------------- |
| 休士頓德州人（NFL） |     |     |    |              |                                                                              |
| 2002                | 4   | 12  | 0  | 美聯南區第四 | --                                                                           |
| 2003                | 5   | 11  | 0  | 美聯南區第四 | --                                                                           |
| 2004                | 7   | 9   | 0  | 美聯南區第三 | --                                                                           |
| 2005                | 2   | 14  | 0  | 美聯南區第四 | --                                                                           |
| 2006                | 6   | 10  | 0  | 美聯南區第四 | --                                                                           |
| 2007                | 8   | 8   | 0  | 美聯南區第四 | --                                                                           |
| 2008                | 8   | 8   | 0  | 美聯南區第三 | --                                                                           |
| 2009                | 9   | 7   | 0  | 美聯南區第二 | --                                                                           |
| 2010                | 6   | 10  | 0  | 美聯南區第三 | --                                                                           |
| 2011                | 10  | 6   | 0  | 美聯南區第一 | 外卡季後賽以31-10擊敗辛辛那提孟加拉虎 分區季後賽以13-20敗給巴爾的摩烏鴉      |
| 2012                | 12  | 4   | 0  | 美聯南區第一 | 外卡季後賽以19-13擊敗辛辛那提孟加拉虎 分區季後賽以28-41敗給新英格蘭愛國者    |
| 2013                | 2   | 14  | 0  | 美聯南區第四 | --                                                                           |
| 2014                | 9   | 7   | 0  | 美聯南區第二 | --                                                                           |
| 2015                | 9   | 7   | 0  | 美聯南區第一 | 外卡季後賽以0-30敗給堪薩斯城酋長                                             |
| 2016                | 9   | 7   | 0  | 美聯南區第一 | 外卡季後賽以27-14擊敗奧克蘭突襲者 分區季後賽以16-34敗給新英格蘭愛國者        |
| 2017                | 4   | 12  | 0  | 美聯南區第三 | --                                                                           |
| 2018                | 11  | 5   | 0  | 美聯南區第一 | 外卡季後賽以7-21敗給印城小馬                                                 |
| 2019                | 10  | 6   | 0  | 美聯南區第一 | 外卡季後賽以22-19擊敗水牛城比爾（1次加時） 分區季後賽以31-51輸給堪薩斯城酋長 |
| 2020                | 4   | 12  | 0  | 美聯南區第三 | --                                                                           |
| 2021                | 4   | 13  | 0  | 美聯南區第三 | --                                                                           |
| 2022                | 3   | 13  | 1  | 美聯南區第四 | --                                                                           |
| 2023                | 10  | 7   | 0  | 美聯南區第一 | 外卡季後賽以22-19擊敗克里夫蘭布朗 分區季後賽以10-34輸給巴爾的摩烏鴉          |
| 2024                | 10  | 7   | 0  | 美聯南區第一 | 外卡季後賽以32-12擊敗洛杉磯閃電 分區季後賽以14-23輸給堪薩斯城酋長            |
| 總計                | 162 | 209 | 1  | 常規賽       | 常規賽                                                                       |
| 總計                | 6   | 8   | 0  | 季後賽       | 季後賽                                                                       |
| 總計                | 168 | 217 | 1  | 所有比賽     | 所有比賽                                                                     |

## 職業美式足球名人堂
- 暫無

## 退休號碼
- 暫無

## 有名離隊球員
- Tony Boselli
- Aaron Glenn
- Gary Walker
- Billy Miller
- Jamie Sharper
- Chris Palmer
- Charley Casserly
- Dom Capers (1st Head Coach)

### 榮譽
- 2004 百事NFL最佳新人：Domanick Williams (舊稱Domanick Davis)
- 2006 最佳防守新人球員 DeMeco Ryans

## 瑣事
- 在2016年球季結束統計為止，他們獨有以下的記錄：他們從未在電視直播節目星期一足球之夜（英语：Monday Night Football）亮相。他們是其中四隊從未參與超級盃，另外的三隊分別為底特律雄獅、傑克遜威爾美洲虎和克里夫蘭布朗。
- 球隊為美式足球史上第六支被冠以德州人的別稱。第一隊是達拉斯德克薩斯人，是最後一隊球隊只能營運一個球季。第二隊是美國美式足球聯盟的達拉斯德克薩斯人，在1960年的三個球季以此名義參戰，後來成為 堪薩斯州酋長。第三隊是在1974年建立，在世界美式足球聯盟比賽，名為休士頓德克薩斯人。第四隊是達拉斯德克薩斯人，曾在室內美式足球聯賽參加四個球季，於1993年停止活動。最後為，加拿大式足球當時CFL嘗試在美國建立球隊，其中一隊名為薩哈拉門托金礦者，後來遷移到聖安東尼奧，並名為聖安東尼奧德克薩斯人，不過球隊在1994年停止運作。其他的綽號包括 Stallions、Toros、Wildcatters及Apollos.
- 球隊持有了單場比賽持球碼數最小的記錄。該場比賽在2002年12月8日打破，球隊在6-24負於匹茲堡鋼鐵人，該場比賽只能持球前進47碼，對手持球前進422碼。
- 德克薩斯人是第二支擴充球隊可以在NFL第一場比賽取得勝利。德克薩斯人於2002年9月8日以19-10擊敗達拉斯牛仔。而另一隊在NFL第一場的比賽成功擊敗對手的球隊為1960年成立的明尼蘇達維京人，他們在1961年第一場比賽以37-10擊敗芝加哥熊。
- 四分衛David Carr持有單一球季被擒殺最多的記錄。在2002年球季共被擒殺76次，但是他仍然為球隊正選的四分衛。
- 在2002年的職業盃，球隊平了1961年明尼蘇達維京人的記錄，擁有兩名球員被揀選職業碗美聯成員。因為1967年的新奧爾良聖徒當年規定每一隊球隊最少有兩名成員。代表德克薩斯人的球員為角衛Aaron Glenn和後衛Gary Walker。
- 2006年12月27日，球隊的進攻主教練Troy Calhoun將會成為美國空軍學院的美式足球主教練。他亦是第一位前阿特蘭大禿鷹的球員執教該支球隊。
- 在2006年球季沒有在比賽中受傷的跑鋒Domanick Davis決定改名為Domanick Williams，他的球衣號碼由37號改為31號。

## 電視台及電台
在2006年，球隊的主要電台為KILT610AM及KILT100.3FM。AM電台是一家以播放體育節目的電台，比較下FM電台會播放現代乡村音乐。兩者均由CBS電台所擁有。Marc Vandermeer是直播的評述員。季前的比賽由KTRK電視播映，是美國廣播公司的附屬電視台由Joel Meyers評述比賽情況。

## 外部連結及部份參考
- 球隊官方網站* （页面存档备份，存于）
- TexansTalk.com - 球迷網站 （页面存档备份，存于）
- Sports E-Cyclopedia.com （页面存档备份，存于）